# Meiothecium guineense
Meiothecium guineense là một loài Rêu trong họ Sematophyllaceae. Loài này được (Broth. & Paris) W. Schultze-Motel mô tả khoa học đầu tiên năm 1975.